# Shiwan (métro de Foshan)
Shiwan (chinois simplifié : 石湾 ; chinois traditionnel : 石灣 ; pinyin : shíwān) est une station de passage de la ligne 2 du métro de Foshan, située à l’ouest du district de Chancheng, dans la ville de Foshan, la province de Guangdong, en Chine.

## Situation sur le réseau

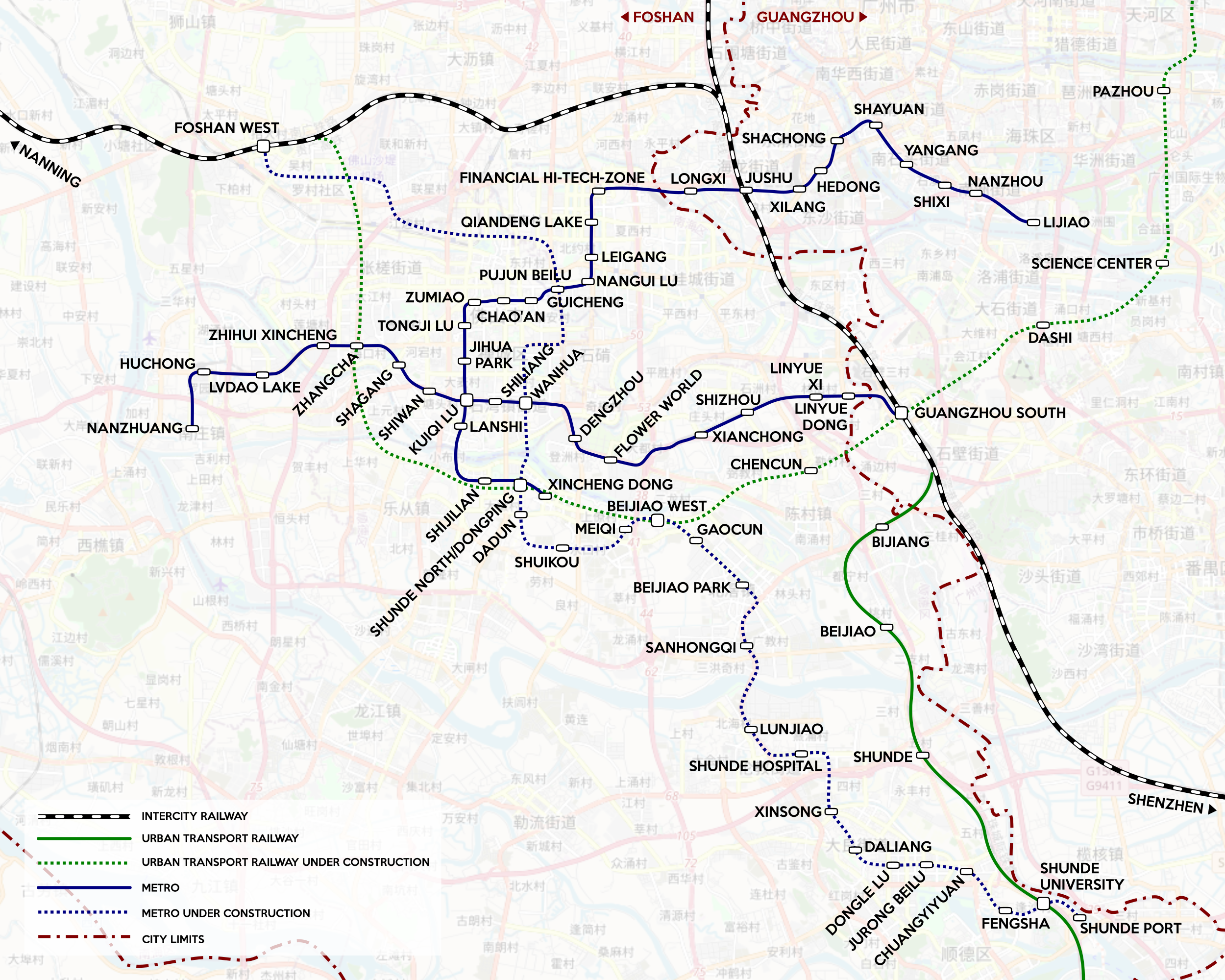
Plan du réseau du métro, en 2022.

Établie en souterrain, la station Shiwan se situe entre Zhangcha (zh), en direction de Nanzhuang, et Shagang (zh), en direction de la gare de Canton–Sud.

## Services aux voyageurs

### Desserte
Shiwan dispose d'un quai central, équipé de portes palières et encadré par les deux voies de la ligne.

### Accès et accueil
La station dispose de quatre bouches, nommées A, B, C, et D:
|        |                                                  | |
| Bouche | Accessibilité                                    | Destinations les plus proches |
| A      | Surface podotactile Escalier mécanique Ascenseur | |
| B      |                                                  | École second. n°14 de Fóshān École élém. n°1 de Shíwān Place culturelle de Shíwān                                                     |
| C      | Surface podotactile Escalier mécanique           | École mater. n°1 de Shíwān Cité céramique de Chine                                                                                    |
| D      | Escalier mécanique                               | Parc de Shíwān Musée de céramiques de Shíwān et de Guǎngdōng Les fours antiques Nánfēng (zh) École second. expérimentale de Chánchéng |

## Histoire

### Décoration intérieure
Donné que la commune de Shiwan (aujourd’hui un arrondissement) a été célèbre pour sa fabrication de céramiques, la station Shiwan fut conçue pour être un musée de céramiques. À l’intérieur de la station, il y a une décalcomanie murale céramique nommée Les huit spectacles antiques de Shíwān (chinois simplifié : 石湾古八景 ; chinois traditionnel : 石灣古八景). Il y a aussi des autres exhibitions des arts céramiques à l’intérieur de la station. Le toit de l’intérieur est aussi décoré avec des films métalliques sous la forme des tuiles céramiques,.